# Mallory Hagan
Mallory Hagan, née le 23 décembre 1988 à Memphis (Tennessee), aux États-Unis, est une personnalité politique américaine et une ancienne reine de beauté qui a remporté le titre de Miss America 2013, et celui de Miss New York (en) 2012. Elle déménage à New York, en 2008, après sa première année d'études à l'université d'Auburn. Avant de devenir Miss América, elle a également été Miss Brooklyn en 2010, Miss Manhattan 2011, Miss New York City 2012 et à deux reprises, la première dauphine de Miss New York. Lorsqu'elle vivait en Alabama, Mallory Hagan avait été finaliste du programme Miss Alabama's Outstanding Teen, en français : adolescente exceptionnelle de Miss Alabama. Elle remporte le concours Miss América en soutenant la sensibilisation et la prévention des abus sexuels sur les enfants, en raison des antécédents de sa famille en matière d'abus sur les enfants. Elle est également engagée sur la question du contrôle des armes à feu dans laquelle elle oppose la lutte contre la violence à la violence.
Elle s'est présentée aux élections de la Chambre des représentants de 2018, en tant que démocrate dans le 3e district congressionnel de l'Alabama.

## Source de la traduction
- (en) Cet article est partiellement ou en totalité issu de l’article de Wikipédia en anglais intitulé « Mallory Hagan » (voir la liste des auteurs).